# Simone Raineri
Simone Raineri (ur. 7 lutego 1980 w Bozzolo) – włoski wioślarz, złoty medalista w wioślarskiej czwórce podwójnej podczas Letnich Igrzysk Olimpijskich w Sydney.

## Osiągnięcia
- Igrzyska Olimpijskie – Sydney 2000 – czwórka podwójna – 1. miejsce[1].
- Mistrzostwa Świata – Lucerna 2001 – czwórka podwójna – 3. miejsce[1].
- Mistrzostwa Świata – Sewilla 2002 – czwórka podwójna – 3. miejsce[1].
- Igrzyska Olimpijskie – Ateny 2004 – czwórka podwójna – 10. miejsce[1].
- Mistrzostwa Świata – Gifu 2005 – czwórka ze sternikiem – 5. miejsce[1].
- Mistrzostwa Świata – Eton 2006 – czwórka podwójna – 4. miejsce[1].
- Mistrzostwa Świata – Monachium 2007 – czwórka podwójna – 4. miejsce[1].
- Mistrzostwa Europy – Poznań 2007 – czwórka podwójna – 2. miejsce[2].
- Igrzyska Olimpijskie – Pekin 2008 – czwórka podwójna – 1. miejsce[1].
- Mistrzostwa Świata – Poznań 2009 – czwórka podwójna – 6. miejsce[2].
- Mistrzostwa Europy – Montemor-o-Velho 2010 – czwórka podwójna – 6. miejsce[2].